# Малая Якшенка
Ма́лая Якшенка — деревня в Бутурлинском районе Нижегородской области. Входит в состав Ягубовского сельсовета.
Деревня располагается на левом берегу реки Пьяны.